# Cultura Abealzu-Filigosa

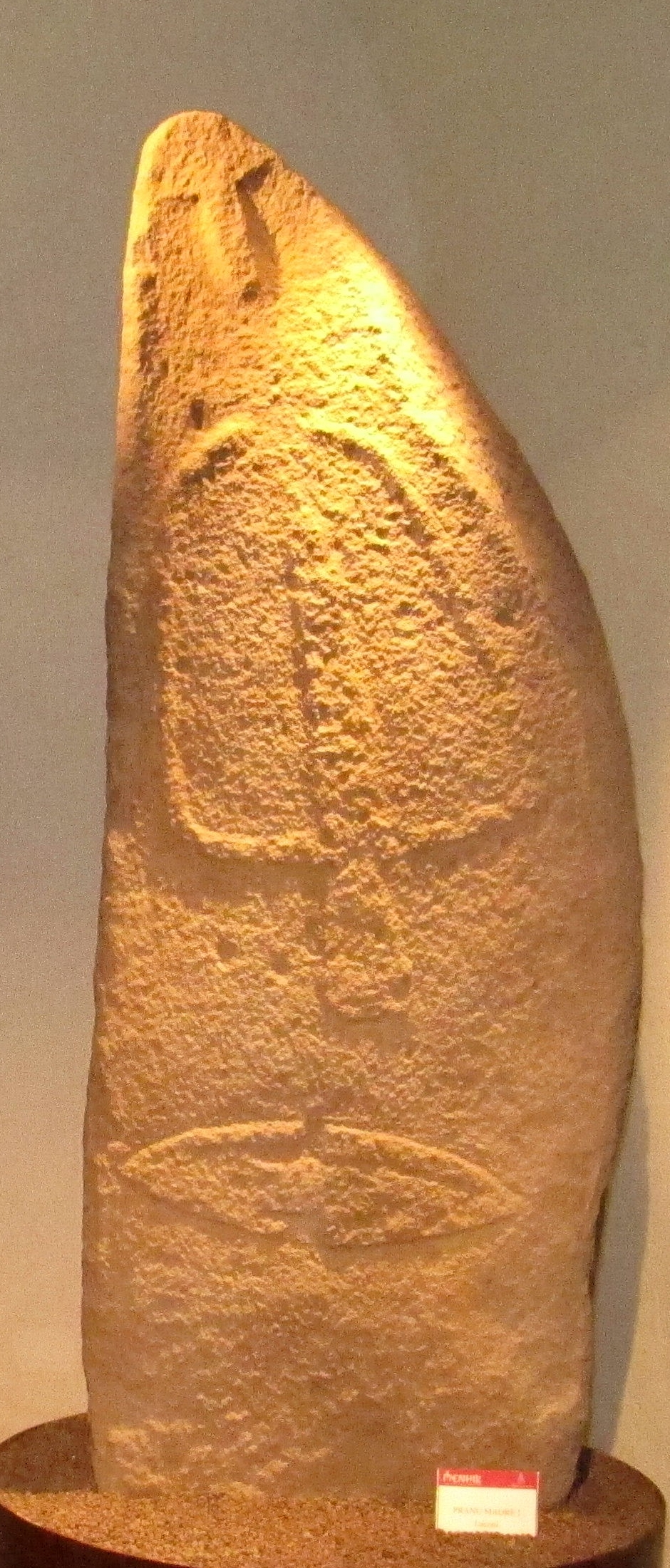
Estátua menhir, Laconi

A Cultura Abealzu-Filigosa foi uma cultura da Idade Do Cobre da Sardenha (2700-2400 BC). Toma o seu nome a partir da localidade de Abealzu, perto de Osilo, e Filigosa, perto Macomer.
As populações desta cultura viveram principalmente na área de Sassari e outras partes do centro-sul da Sardenha. 
Eles ainda usavam obsidiana para produzir ferramentas e armas, mas objetos de cobre, tais como as adagas retratadas na Estátua de menhir, estavam a tornando-se comuns. Chumbo e prata também eram fundidos. A sua economia centrava-se no pastoralismo e na agricultura. Adoravam antepassados guerreiros e criavam Monumentos Megalíticos. 
A cerâmica de Abealzu mostra algumas semelhanças com as da Rinaldona e Cultura Gaudo da Península Itálica.
A segunda fase de construção do maciço Megalitico Templo de Monte D'Accoddi data deste período.